# Kreiselmäher

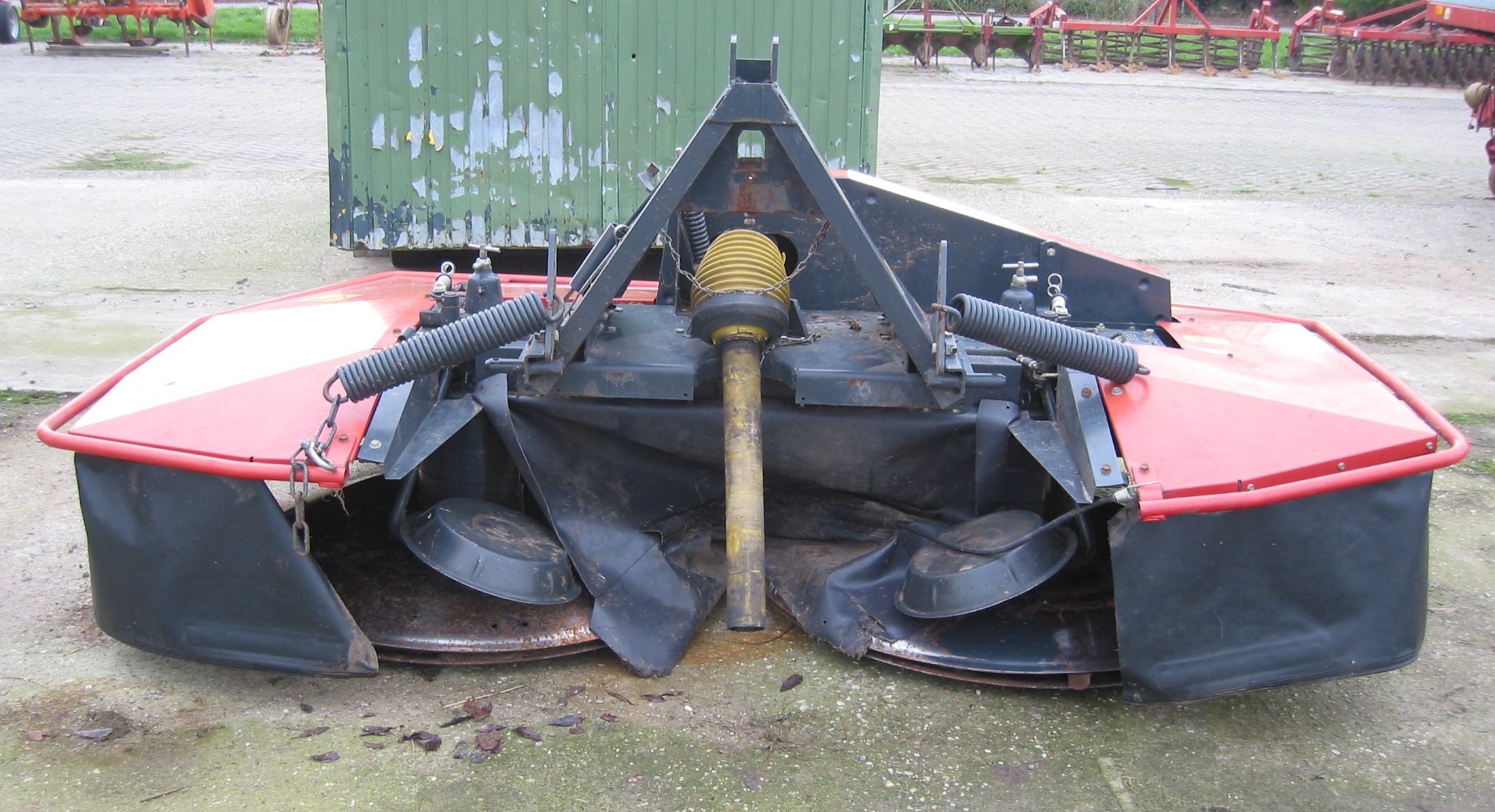
Trommelmähwerk für Frontanbau

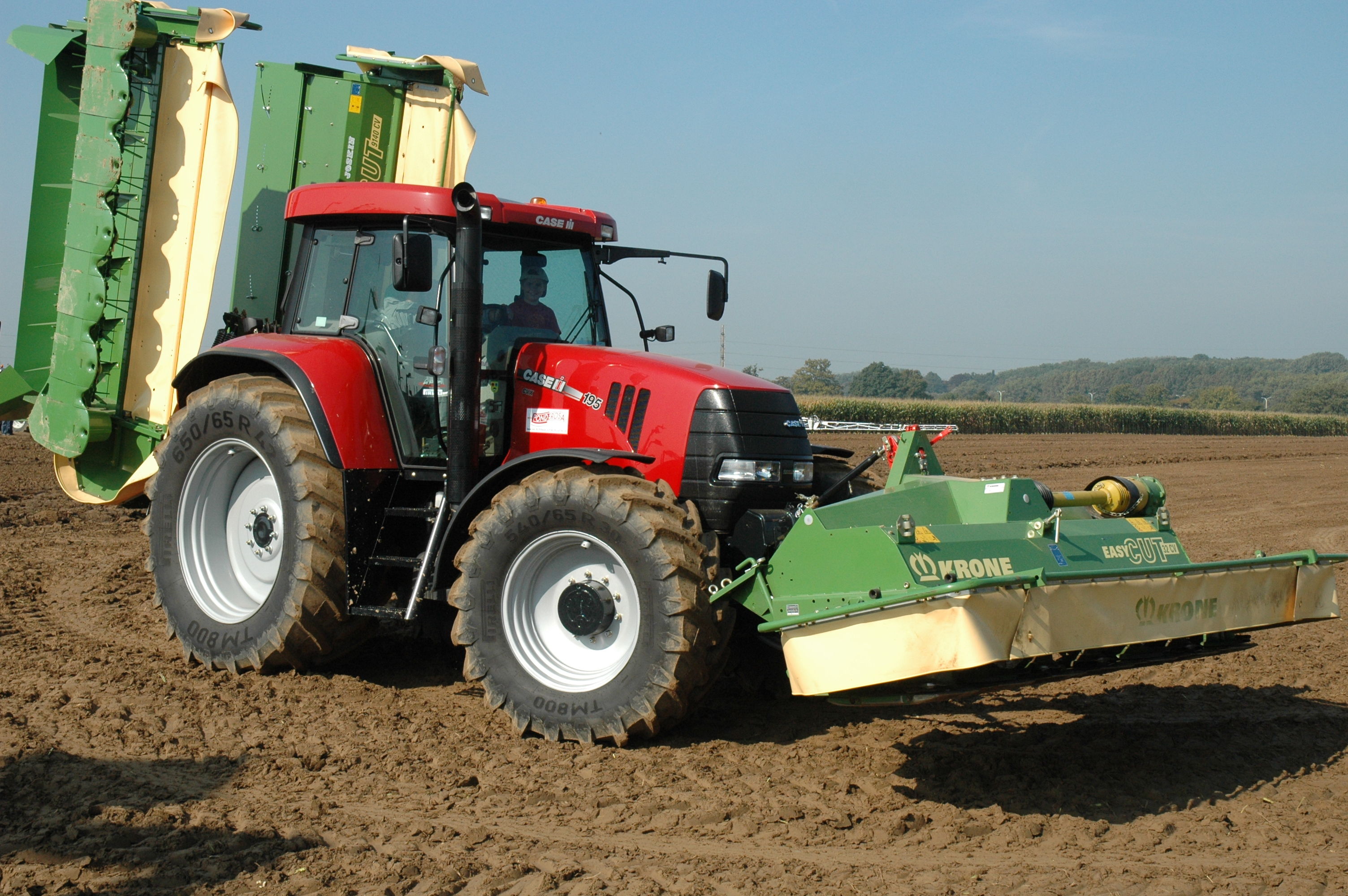
Schmetterlingsmähwerk mit Scheibenmähern im Heck

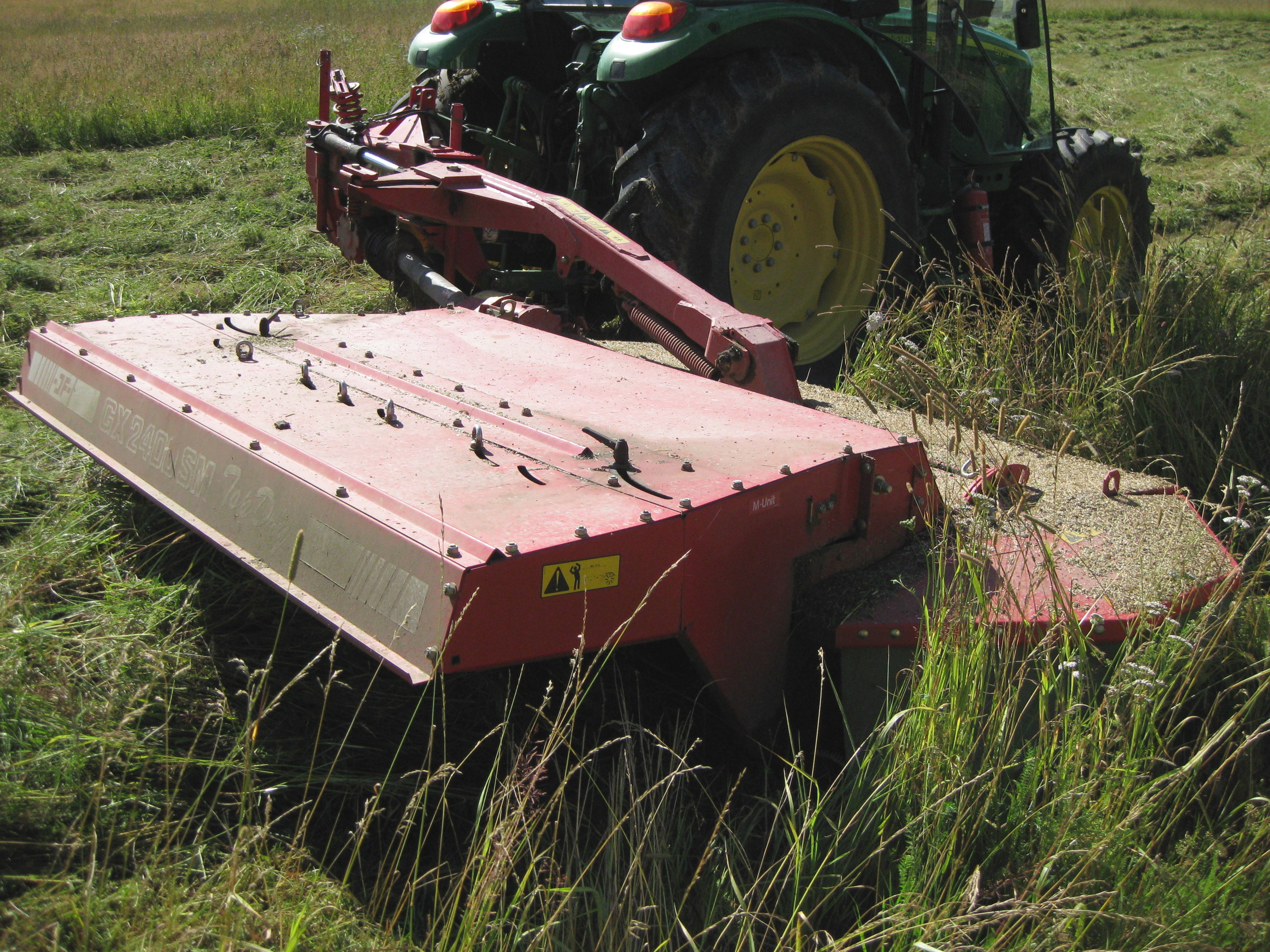
Mähwerk mit Aufbereiter

Kreiselmäher oder Kreiselmähwerke werden in der Landwirtschaft verwendet, um Gras (entweder für Frischfutter, Heu oder Silage) zu mähen. Sie zählen zu den rotierenden Mähwerken und mähen im freien Schnitt. Sie beruhen auf einer Entwicklung von 1963 durch Piet Zweegers aus Geldrop und wurden 1964 durch seine Firma PZ Zweegers erstmals auf den Markt gebracht. Um ein ansprechendes Schnittergebnis auch bei leichtem Mähgut zu erreichen, werden Messerumfangsgeschwindigkeiten von bis zu 85 m/s benötigt. Kreiselmähwerke werden meist am Traktor vorne und/oder hinten angebaut und über eine Zapfwelle angetrieben. Zudem sind selbstfahrende, die eine größere Arbeitsbreite erlauben, oder gezogene Varianten im Einsatz.

## Vorteile
Kreiselmähwerke sind wenig störanfällig; der Wartungsaufwand ist gering. Sie haben eine hohe Arbeitsgeschwindigkeit und große Arbeitsbreiten; dadurch wird eine hohe Flächenleistung (Schlagkraft) erzielt.

## Nachteile
Wegen der schnellrotierenden Teile ist eine schwere Bauart nötig, die einen hohen Leistungs- und Kapitalbedarf erfordern. Ebenso sind Schutzmaßnahmen gegen umherfliegende Fremdkörper notwendig. Die Futterverschmutzung ist im Vergleich zu Balkenmähern höher. Kleintiere und Jungwild haben durch die hohe Schlagkraft meist keine ausreichende Möglichkeit zur Flucht.

## Bauarten

### Trommelmähwerk

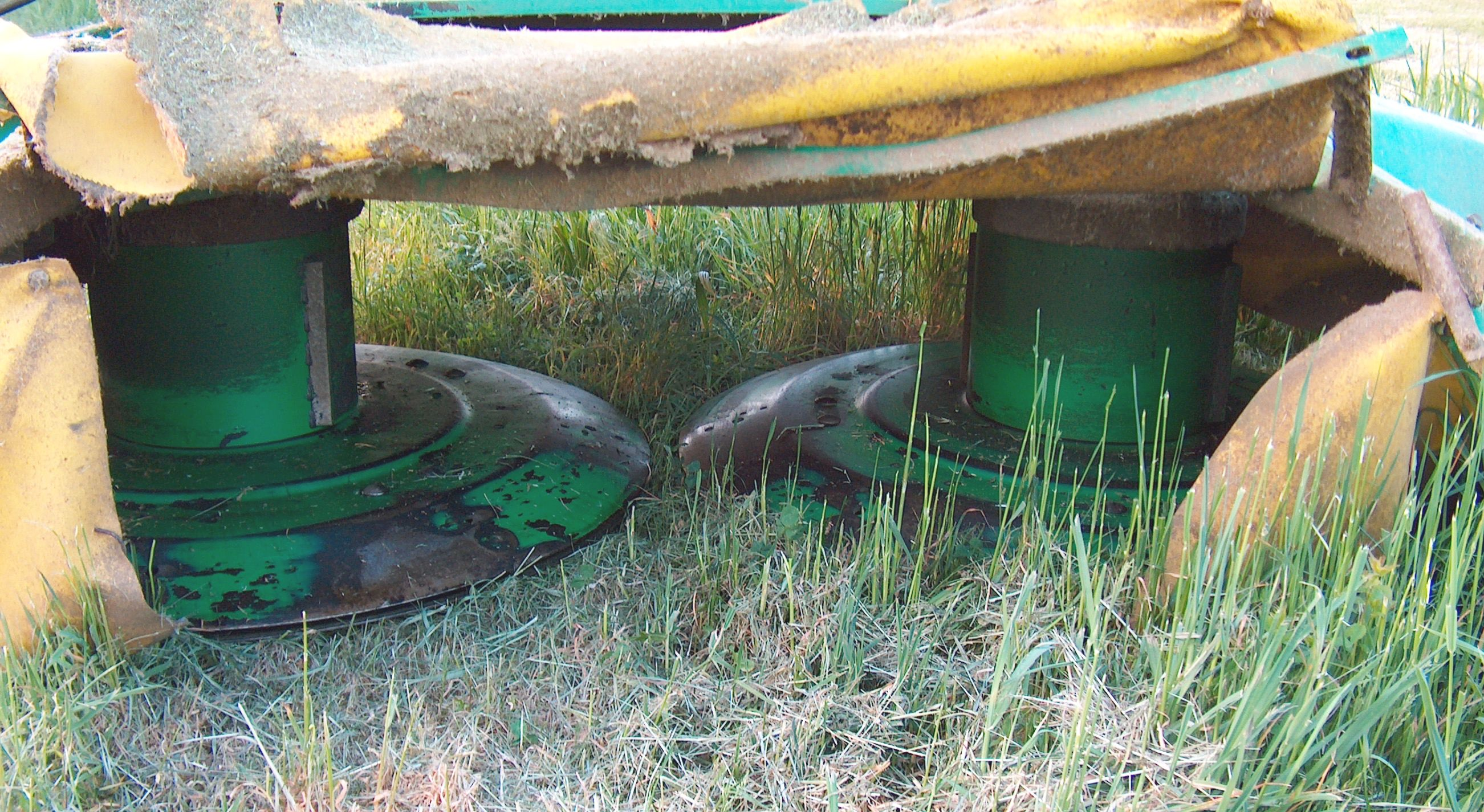
Trommelmähwerk mit hochgeklappter Steinfangschürze; Die Trommeln sind unter dem Antriebsbalken montiert.

Der Antrieb der beiden Trommeln (Bild) mit den Messerkreiseln erfolgt von oben. Beide drehen sich zur Mitte. Damit ermöglichen sie eine ordentliche hohe Schwadbildung, sodass man bei der nächsten Überfahrt auf der Grasnarbe fahren kann. Deshalb sind Frontmähwerke oft Trommelmähwerke. Sie arbeiten auch bei schwierigsten Bedingungen noch zuverlässig. Die übliche Arbeitsbreite liegt bei ca. 1,50 bis 3,00 m.

### Scheibenmähwerk

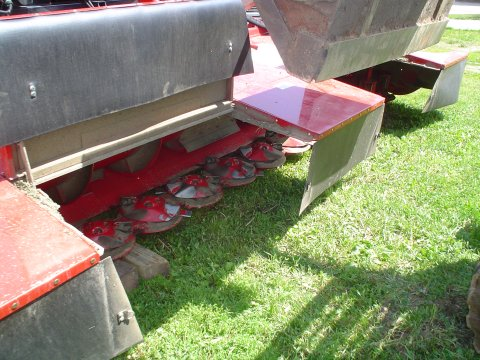
Scheibenmäher: Die Scheiben sind oberhalb des Antriebbalkens montiert

Bei den Scheibenmähern erfolgt der Antrieb über ein Getriebe unterhalb der Mähscheiben. Dadurch wird eine leichtere Bauweise erreicht, was größere Arbeitsbreiten erlaubt. Sie werden meist in Verbindung mit Konditionierern eingesetzt. Übliche Arbeitsbreiten liegen bei 1,20 m bis 4 m. Gezogene Varianten erreichen 5 m.

### Großmäher

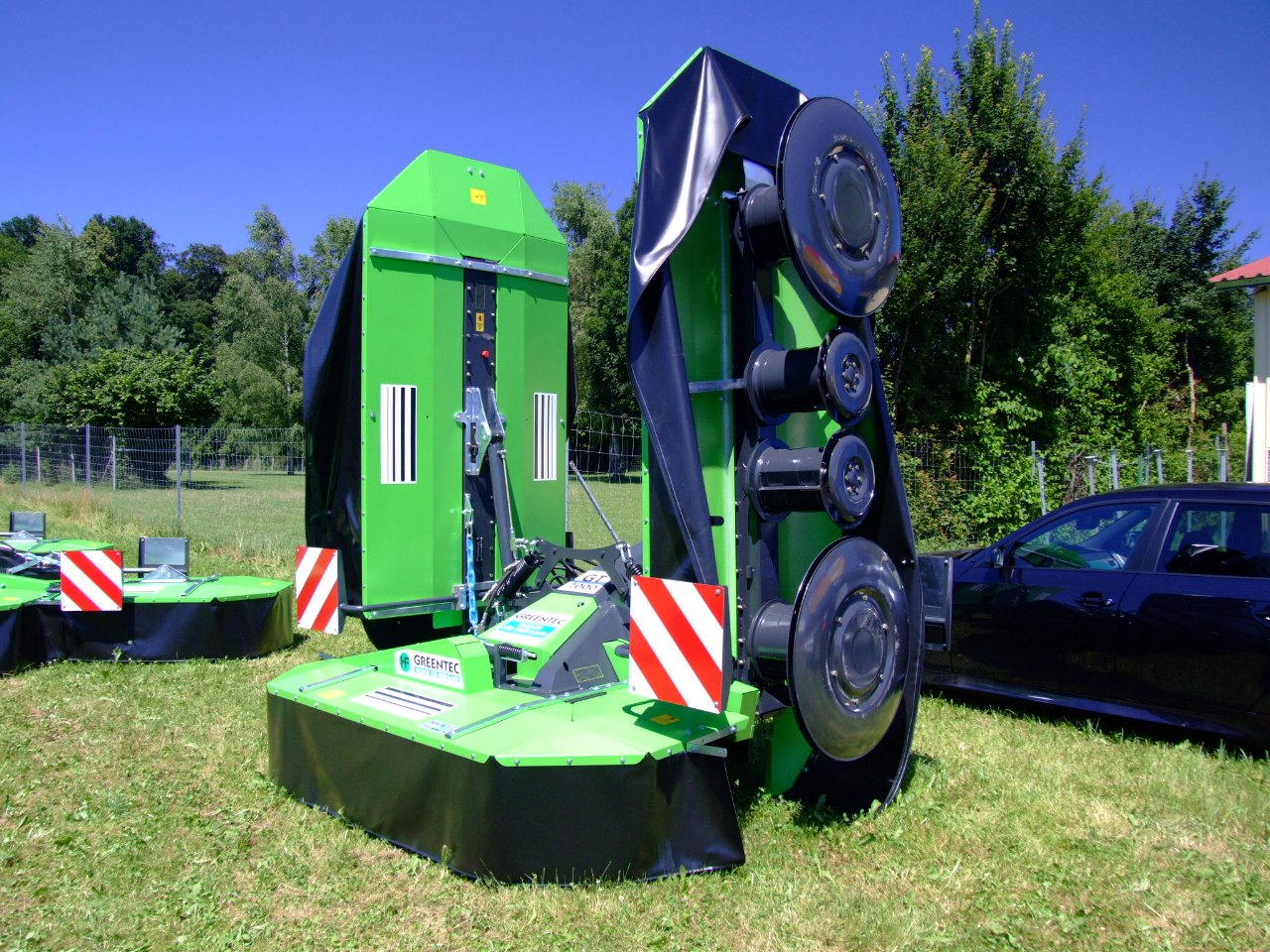
Dreiteiliges Großmähwerk (Trommelbauweise) für den Frontanbau am Schlepper (Frontschmetterling)

Großmäher sind Einheiten aus drei einzelnen Kreiselmähwerken, die entweder an die Dreipunkthydraulik des Schleppers angebaut werden, oder an ein eigenständiges Trägerfahrzeug montiert sind. Sie werden auch als Schmetterlingmähwerk bezeichnet. Dieses System ist wegen seiner Arbeitsbreite bis zu 10 m und der gleichzeitigen Grüngutkonditionierung sehr kraftintensiv und entsprechend teuer und lohnt daher nur bei entsprechender Betriebsgröße, Arbeitsgemeinschaften oder Lohnunternehmern.

## Zusatzausstattungen

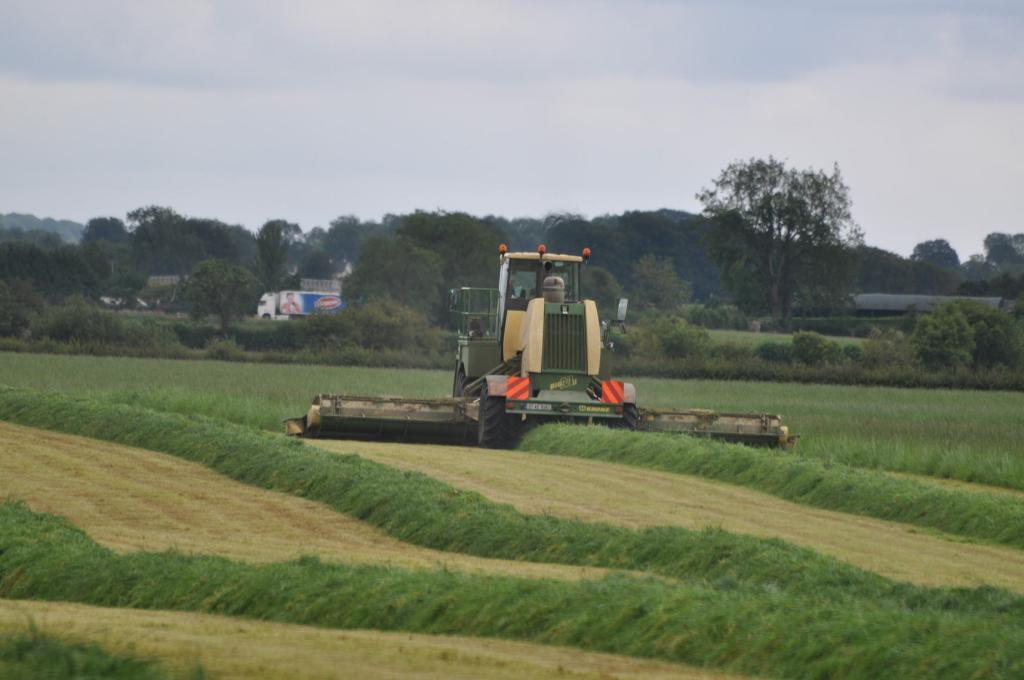
Krone Big M mit Schwadzusammenführung

Schwadscheiben dienen dazu, das Mähgut in ein schmaleres Schwad zu bewegen, als es durch die Ablage der Trommeln bzw. Scheiben der Fall wäre. Unter anderem ist dies bei Frontmähwerken gewünscht, damit das Mähgut nicht von den Traktorrädern in den Boden gedrückt wird. Sie sind tellerförmig, senkrecht montiert und funktionieren nach dem Prinzip der Sternrechwender. In der Regel reicht ein Scheibenpaar, es gibt auch Doppelausführungen. Schwadscheiben werden auch teils an Ballenpressen oder Ladewagen genutzt, um eine sichere Aufnahme breiter Schwaden sicherzustellen.
Schwadzusammenführung: Förderbänder oder Förderschnecken befördern das Mähgut auf ein Schwad. Angewandt wird dieses Verfahren, wenn eine angemessene Trocknung aufgrund der Witterung nicht möglich ist, wie es bei dem letzten Schnitt im Herbst meist der Fall ist. Mit der Schwadzusammenführung werden Futterverschmutzung sowie der Arbeitsaufwand gesenkt. Zudem kommt das Verfahren zur Anwendung, wenn das gute Wetter eine extrem starke Anwelkung bei Breitverteilung bewirken würde.

Als Zwischenlösung wird von einem Dreifachmähwerk auch nur ein Schwad zur Mitte geführt, um dann in einer Überfahrt des Schwaders die Grasmenge von 2 Mähwerkarbeitsbreiten zusammenzuführen. So kann ein 2-Kreisel-Schwader mit 6 Metern Arbeitsbreite das Gras von 2 Bahnen eines 9-Meter-Schmetterlingmähwerkes aufnehmen.
Aufbereiter dienen dazu, das Gras so zu knicken, quetschen und breit zu verteilen, dass es schneller abtrocknet. Dadurch kann je nach Wetterlage ein Arbeitsgang mit dem Zettwender eingespart werden. Aufbereiter verbessern durch ihre fördernde Wirkung den Materialfluss bei Scheibenmähwerken.